# Christin Hussong
Christin Hussong, född 17 mars 1994 i Zweibrücken, är en tysk friidrottare som tävlar i spjutkastning samt i kulstötning.
Hussong blev i augusti 2018 europamästare i spjutkastning. Mellan 2014 och 2018 vann hon fyra medaljer vid de nationella tyska mästerskapen, guld (2016, 2018), silver (2017), brons (2014).
Vid olympiska sommarspelen 2020 i Tokyo slutade Hussong på 9:e plats i spjutkastning.
Hennes personliga rekord utomhus är 13,60 meter i kulstötning och 67,90 meter i spjutkastning.